# Disney Cinemagic (Portugal)
Pour les articles homonymes, voir Disney Cinemagic.
Disney Cinemagic Portugal était une chaine de télévision diffusée au Portugal et appartenant au groupe The Walt Disney Company Iberia. Elle s'est fait remplacée par Disney Junior le 1er novembre 2012.

## Historique
Disney Cinemagic a été lancée au Portugal le 1er octobre 2008 quelques mois après le lancement de la version espagnole. Elle devient la chaîne premium qui est disponible en option sur TV Cabo, alors que Disney Channel est incluse chez les autres opérateurs.
Disney Cinemagic HD est lancée en janvier 2009.
Disney Cinemagic est remplacée par le service Disney Movies on Demand sur ZON TV et le canal de la chaîne est remplacé par Disney Junior le 1er novembre 2012 qui est incluse chez tous les opérateurs. Cependant, sa version haute définition, Disney Cinemagic HD, n'est pas remplacée et disparaît.

## Programmation
Elle diffuse toutes sortes de films Disney.
- Les 101 Dalmatiens, la série
- Aladdin
- Cendrillon
- Dias Felices (Série télévisée Argentine)
- Eliot Kid
- La Trompette magique
- Inspecteur Gadget
- Hercules
- Kuzco, l'empereur mégalo
- Lilo & Stitch
- Lizzie McGuire
- Peter Pan
- Sabrina
- Sandra, detective de cuentos
- Tarzan
- Timon et Pumbaa
- Myster Mask
- La Bande à Picsou
- La Bande à Dingo
- Disney's tous en boîte
- Les Mésaventures du Roi Arthur
- Minuscule
- Les Minipouss